# Mora (Nuevo México)
Mora es un lugar designado por el censo ubicado en el condado de Mora en el estado estadounidense de Nuevo México. En el Censo de 2010 tenía una población de 656 habitantes y una densidad poblacional de 31,74 personas por km².

## Geografía
Mora se encuentra ubicado en las coordenadas 35°57′48″N 105°19′52″O / 35.96333, -105.33111. Según la Oficina del Censo de los Estados Unidos, Mora tiene una superficie total de 20.67 km², de la cual 20.67 km² corresponden a tierra firme y (0%) 0 km² es agua.

## Demografía
Según el censo de 2010, había 656 personas residiendo en Mora. La densidad de población era de 31,74 hab./km². De los 656 habitantes, Mora estaba compuesto por el 69.36% blancos, el 0% eran afroamericanos, el 0.76% eran amerindios, el 0.15% eran asiáticos, el 0% eran isleños del Pacífico, el 27.9% eran de otras razas y el 1.83% pertenecían a dos o más razas. Del total de la población el 90.4% eran hispanos o latinos de cualquier raza.